# Musca dasyops
Musca dasyops este o specie de muște din genul Musca, familia Muscidae, descrisă de Stein în anul 1913. Conform Catalogue of Life specia Musca dasyops nu are subspecii cunoscute.